# Nino Žugelj
Nino Žugelj, slovenski nogometaš, * 23. maj 2000.
Žugelj je profesionalni nogometaš, ki igra na položaju vezista. Od leta 2025 je član švedskega kluba Djurgården, od leta 2024 pa tudi slovenske reprezentance. Ped tem je igral za slovenske klube Maribor, Dravo Ptuj in Bravo ter norveški Bodø/Glimt. Skupno je v prvi slovenski ligi odigral 51 tekem in dosegel pet golov. Bil je tudi član slovenske reprezentance do 17, 18, 19 in 21 let.